# Autostrada międzystanowa nr 105 (Kalifornia)
Autostrada międzystanowa nr 105 (ang. Interstate 105, I-105) – amerykańska autostrada międzystanowa o długości 17,32 mil (27,87 km) znajdująca się całkowicie w Kalifornii, w aglomeracji Los Angeles, będąca drogą pomocniczą autostrady międzystanowej nr 5. Zaczyna się koło portu lotniczego Los Angeles, a kończy w mieście Norwalk. Została ukończona w październiku 1993. Oficjalnie znana jako Glenn Anderson Freeway lub Century Freeway.

## Główne miasta
- Los Angeles
- Inglewood
- Downey
- Norwalk